# Station Meinersen
Station Meinersen (Bahnhof Meinersen) is een spoorwegstation in de Duitse Ortsteil Ohof, in de deelstaat Nedersaksen. Het station ligt ongeveer 4 kilometer buiten de plaats Meinersen aan de spoorlijn Berlijn - Lehrte.

## Indeling
Het station beschikt over twee zijperrons, die niet zijn overkapt, maar voorzien van abri's. De perrons zijn met elkaar verbonden via een voetgangerstunnel. Aan noordzijde van het station bevinden zich een parkeerterrein, een fietsenstalling en een bushalte.

## Verbindingen
De volgende treinserie doet het station Meinersen aan:
| Serie | Treinsoort              | Route                                                       | Bijzonderheden |
| ----- | ----------------------- | ----------------------------------------------------------- | -------------- |
| RE 30 | Regional-Express (enno) | Hannover Hbf – Lehrte – Meinersen – Gifhorn – Wolfsburg Hbf |                |